# Melanaspis enceliae
Melanaspis enceliae är en insektsart som först beskrevs av Ferris 1921.  Melanaspis enceliae ingår i släktet Melanaspis och familjen pansarsköldlöss. Inga underarter finns listade i Catalogue of Life.